# جيمس ف. ويلسون
جيمس ف. ويلسون (بالإنجليزية: James F. Wilson)‏ (و. 1828 – 1895 م) هو سياسي، ومحام من الولايات المتحدة الأمريكية ولد في نيوارك.
تولى منصب عضو مجلس الشيوخ الأمريكي .وهو عضو في الحزب الجمهوري .